# DN41
DN41 este un drum național aflat în sudul României, în apropierea Dunării și care leagă orașele Oltenița și Giurgiu. Drumul începe din Oltenița, terminându-se în DN5 în dreptul localității Daia.